# لسوتو در بازی‌های جهانی دانشجویان
لسوتو برای نخستین‌بار در بازی‌های جهانی تابستانی دانشجویان ۱۹۷۹ که در مکزیکوسیتی برگزار شد، در این رقابت‌ها شرکت کرد. این کشور تاکنون در هیچ‌یک از دوره‌های بازی‌های جهانی زمستانی دانشجویان شرکت نکرده‌است.
تا کنون (پس از برگزاری بازی‌های جهانی تابستانی دانشجویان ۲۰۲۱ و زمستانی ۲۰۲۳)، ورزشکاران لسوتو موفق به کسب هیچ مدالی در این رقابت‌ها نشده‌اند.